# ویلیام هال گیج
ویلیام هال گیج (انگلیسی: William Hall Gage; ۲ اکتبر ۱۷۷۷ – ۴ ژانویهٔ ۱۸۶۴) ادمیرال نیروی دریایی بریتانیا بود. او در نبرد دماغه سنت وینسنت و محاصره مالتِ تحت کنترل فرانسه در طول جنگ‌های انقلاب فرانسه شرکت داشت. او همچنین در حمله به کشتی فرانسوی رومولوس در مراحل پایانی جنگ‌های ناپلئونی حضور داشت.
گیج به عنوان یک افسر ارشد، فرمانده کل قوا در ایستگاه هند شرقی شد و سپس فرمانده کل قوا در ایستگاه داونز شد. پس از انقلاب بلژیک، گیج در محاصره شلت شرکت کرد و از پادشاهی جدید بلژیک پشتیبانی دریایی ارائه داد. سپس او فرمانده ایستگاه لیسبون شد و دستور داشت از ملکه جوان ماریا دوم در طول جنگ‌های لیبرال محافظت کند. پس از آن، گیج دومین دریاسالار در وزارت پیل دوم و سپس فرمانده کل دوونپورت شد.